# Medaller dels Jocs Olímpics d'estiu de 1900

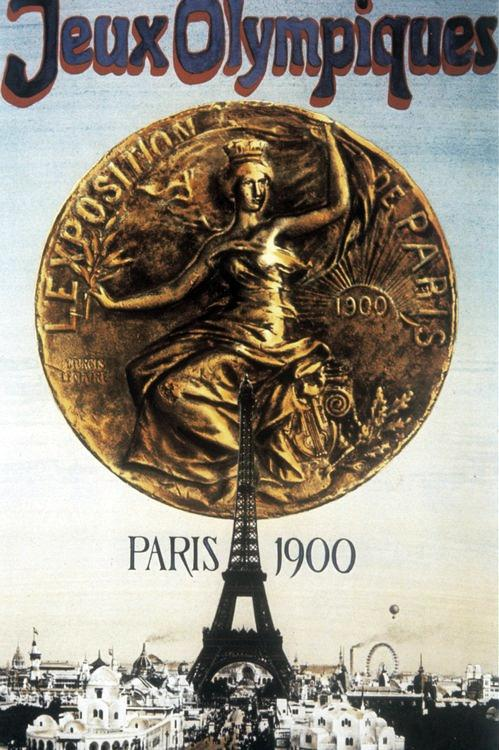
Els Jocs Olímpics d'Estiu 1900 es van disputar a País, com a part de l'Exposició Universal 1900

El medaller dels Jocs Olímpics d'estiu 1900 és una llista dels diferents Comitès Olímpics Nacionals que hi van prendre part, classificats segons el nombre de medalles guanyades als Jocs Olímpics que es van disputar a París des del 14 de maig fins al 28 d'octubre de 1900. Hi van participar 997 atletes procedents de 24 països. Entre aquests atletes hi havia la presència, per primera vegada, de 19 dones. Els Jocs formaren part del programa de l'Exposició Universal que tingué lloc a París aquell mateix any i per aquest motiu les proves esportives es distribuïren durant cinc mesos.
Els esportistes participaren en 90 proves en 16 esports. 21 dels 24 països participants aconseguiren medalla, a banda de 12 medalles aconseguides per equips mixtos. El país amfitrió, França, va dominar el medaller, aconseguint 26 or, 41 plates i 34 bronzes, per un total de 101 medalles.
Durant aquests Jocs no es repartien medalles d'or. Una medalla de plata era donada als vencedors, i una de bronze al segon. El COI, a posteriori, assignà les medalles d'or, argent i bronze als esportistes que finalitzaren primer, segon i tercer.

## Equip Mixt
Durant els primers Jocs Olímpics diverses competicions per equips eren disputades per esportistes de diferents nacionalitats. Més tard, el COI va crear la categoria Equip mixt (amb el ZZX de codi territorial) per referir-se a aquests grups d'atletes. Durant els Jocs de 1900 atletes participants en equips mixtos guanyaren medalles en atletisme, rem, polo, vela, tennis i joc d'estirar la corda. Alguns atletes guanyaven medalles individualment i també com a part d'un equip mixt, cosa que fa que es comptabilitzin sota països diferents als comptes oficials.

## Medaller
Aquest és el medaller complet dels Jocs Olímpics d'Estiu 1900, basat en el recompte oficial fet pel COI. Els països estan ordenats segons les medalles d'or guanyades. En cas d'empat es considera les de plata i després les de bronze. Quan l'empat és total se sol ordenar els països alfabèticament.
El país d'amfitrió, França, es troba ressaltat en blau cel. El nombre més gran de medalles aconseguides en cada categoria (medalles d'or, medalles de plata, medalles de bronze, i medalles totals) se subratlla en negreta.
| Jocs Olímpics d'Estiu 1900 | Jocs Olímpics d'Estiu 1900 | Jocs Olímpics d'Estiu 1900 | Jocs Olímpics d'Estiu 1900 | Jocs Olímpics d'Estiu 1900 | Anells Olímpics |
| Posició                    | País                       | Or                         | Argent                     | Bronze                     | Total           |
| 1                          | França                     | 26                         | 41                         | 34                         | 101             |
| 2                          | Estats Units               | 19                         | 14                         | 14                         | 47              |
| 3                          | Regne Unit                 | 15                         | 6                          | 9                          | 30              |
| 4                          | Equip mixt                 | 6                          | 3                          | 3                          | 12              |
| 5                          | Suïssa                     | 6                          | 2                          | 1                          | 9               |
| 6                          | Bèlgica                    | 5                          | 5                          | 5                          | 15              |
| 7                          | Alemanya                   | 4                          | 2                          | 2                          | 8               |
| 8                          | Itàlia                     | 2                          | 2                          | 0                          | 4               |
| 9                          | Austràlia                  | 2                          | 0                          | 3                          | 5               |
| 10                         | Dinamarca                  | 2                          | 3                          | 2                          | 7               |
| 11                         | Hongria                    | 1                          | 2                          | 2                          | 5               |
| 12                         | Cuba                       | 1                          | 1                          | 0                          | 2               |
| 13                         | Canadà                     | 1                          | 0                          | 1                          | 2               |
| 14                         | Espanya                    | 1                          | 0                          | 0                          | 1               |
| 15                         | Àustria                    | 0                          | 3                          | 3                          | 6               |
| 16                         | Noruega                    | 0                          | 2                          | 3                          | 5               |
| 17                         | Índia                      | 0                          | 2                          | 0                          | 2               |
| 18                         | Països Baixos              | 0                          | 1                          | 3                          | 4               |
| 19                         | Bohèmia                    | 0                          | 1                          | 1                          | 2               |
| 20                         | Suècia                     | 0                          | 0                          | 1                          | 1               |
| 20                         | Mèxic                      | 0                          | 0                          | 1                          | 1               |
| Total                      | Total                      | 90                         | 90                         | 88                         | 268             |

1. ↑  Hi ha fonts que mostren variacions en els totals de medalles, però s'ha decidit optar per la del COI, com a font d'informació més autoritzada en la matèria.
2. 1 2 3 4 5 6 7 8 9 10 11 12 13 14 15  També hi ha membres d'aquest Comité Olímpic que ha guanyat medalles formant part d'equips mixtos. Aquestes medalles es troben formant part de l'Equip mixt